# Alchemilla
Alchemilla là một chi thực vật có hoa trong họ Hoa hồng.
Phần lớn các loài Alchemilla là cây thân thảo lâu năm, cao 40–50 cm, thân mọc thẳng hay bò sát đất thành bụi hay ụ, với các lá sát gốc mọc ra từ thân rễ dạng gỗ. Một số loài có lá với thùy tỏa ra từ một điểm chung và các loài khác có các lá phân chia — cả hai đều là hình quạt điển hình với các răng nhỏ ở đỉnh. Các lá màu xanh xám tới xanh lục, có cuống dài, thường được lông tơ che phủ, và có mức độ không thấm nước cao (xem Hiệu ứng lá sen). Các hoa nhỏ, màu từ xanh lục tới xanh nõn chuối, không có cánh hoa và mọc thành các cụm hoa phía trên tán lá vào cuối mùa xuân hay đầu mùa hè.

## Một số loài
Chi này chứa khoảng 300-1.000 loài, với The Plant List phiên bản 1.1 liệt kê 598 loài, và website của APG tính là trên 1.000 loài, phần lớn là bản địa khu vực ôn đới lạnh và cận Bắc cực thuộc châu Âu và châu Á, với chỉ một vài loài có tại châu Phi và châu Mỹ.
- Alchemilla abchasica Buser
- Alchemilla alpina L. — vũ y thảo núi cao
- Alchemilla angustata S.E.Fröhner
- Alchemilla barbatiflora Juzepczuk
- Alchemilla burgensis S.E.Fröhner
- Alchemilla conjuncta Bab.
- Alchemilla dasycrater Juz.
- Alchemilla elata Buser
- Alchemilla erythropoda — vũ y thảo lùn
- Alchemilla faeroensis (Lange) Buser - vũ y thảo Faroe.
- Alchemilla filicaulis Buser — vũ y thảo thân mỏng
- Alchemilla glabra Neygenf. — vũ y thảo không lông
- Alchemilla glaucescens Wallr. — vũ y thảo sáp
- Alchemilla glomerulans Buser — vũ y thảo cụm
- Alchemilla heterophylla Rothm.
- Alchemilla hybrida (L.) L. (đồng nghĩa: Alchemilla lapeyrousii) — vũ y thảo Lapeyrous
- Alchemilla incurvata Gand.
- Alchemilla japonica Nakai & H. Hara - vũ y thảo
- Alchemilla jaroschenkoi Grossh. — vũ thảo lông rung
- Alchemilla krylovii Juz.
- Alchemilla languida Buser
- Alchemilla lanuginosa Rothm.
- Alchemilla laxa Plocek
- Alchemilla lineata Buser
- Alchemilla mollis (Buser) Rothm.
- Alchemilla monticola Opiz — vũ y thảo lông, vũ y thảo nhỏ.
- Alchemilla natalensis Engl.
- Alchemilla nitida Buser
- Alchemilla obesa Plocek
- Alchemilla obscura Buser
- Alchemilla pallens Buser
- Alchemilla patens Plocek
- Alchemilla pedicellata Rothm.
- Alchemilla persica Rothm.
- Alchemilla rehmannii Engl.
- Alchemilla reniformis Buser
- Alchemilla sericata Rchb.
- Alchemilla splendens Christ ex Favrat
- Alchemilla stricta Rothm.
- Alchemilla subcrenata Buser — vũ y thảo răng rộng
- Alchemilla taurica (Buser) Juz.
- Alchemilla tianschanica Juz.
- Alchemilla undulata Buser
- Alchemilla urceolata Juz.
- Alchemilla venosa Buser — vũ y thảo phương bắc
- Alchemilla ventiana V.N.Tikhom.
- Alchemilla wichurae (Buser) Stefanss. — vũ y thảo đồng cỏ
- Alchemilla woodii Kuntze
- Alchemilla xanthochlora Rothm.
- Alchemilla zmudae Pawł.

## Từ nguyên
Tên gọi Alchemilla có lẽ xuất phát từ việc các nhà giả kim thuật (alchemist) phương Tây đánh giá rất cao sương đọng trên lá cũng như các khối u lồi từ gân lá của các loài này, do chúng có thể cố định thủy ngân - prima materia (chất gốc) để các nhà giả kim thuật điều chế vàng.
Hieronymus Bock (1498-1554) có lẽ là người đầu tiên ghi chép lại tên gọi bằng tiếng Đức cho Alchemilla vulgaris (có thể là một tổ hợp loài, bao gồm khoảng 15 loài) là "Frauen Mantel", nghĩa là áo choàng/sự che chở của quý bà. Tuy nhiên, trong tài liệu của ông người ta có thể nhận thấy những người đương thời khác gọi nó là "Unser Frauen Mantel" nghĩa là "sự che chở của Đức Mẹ", do tác dụng của nó trong điều trị một số rối loạn phụ khoa. 

## Sử dụng
Sử dụng làm trà thảo mộc, chữa trị vết thương, tiêu chảy, xuất huyết, làm đẹp ngực ở phụ nữ hay điều trị các rối loạn phụ khoa như rong kinh (menorrhagia) hay khí hư (leukorrhea). Bộ phận sử dụng: Lá, hoa, rễ.

## Hình ảnh

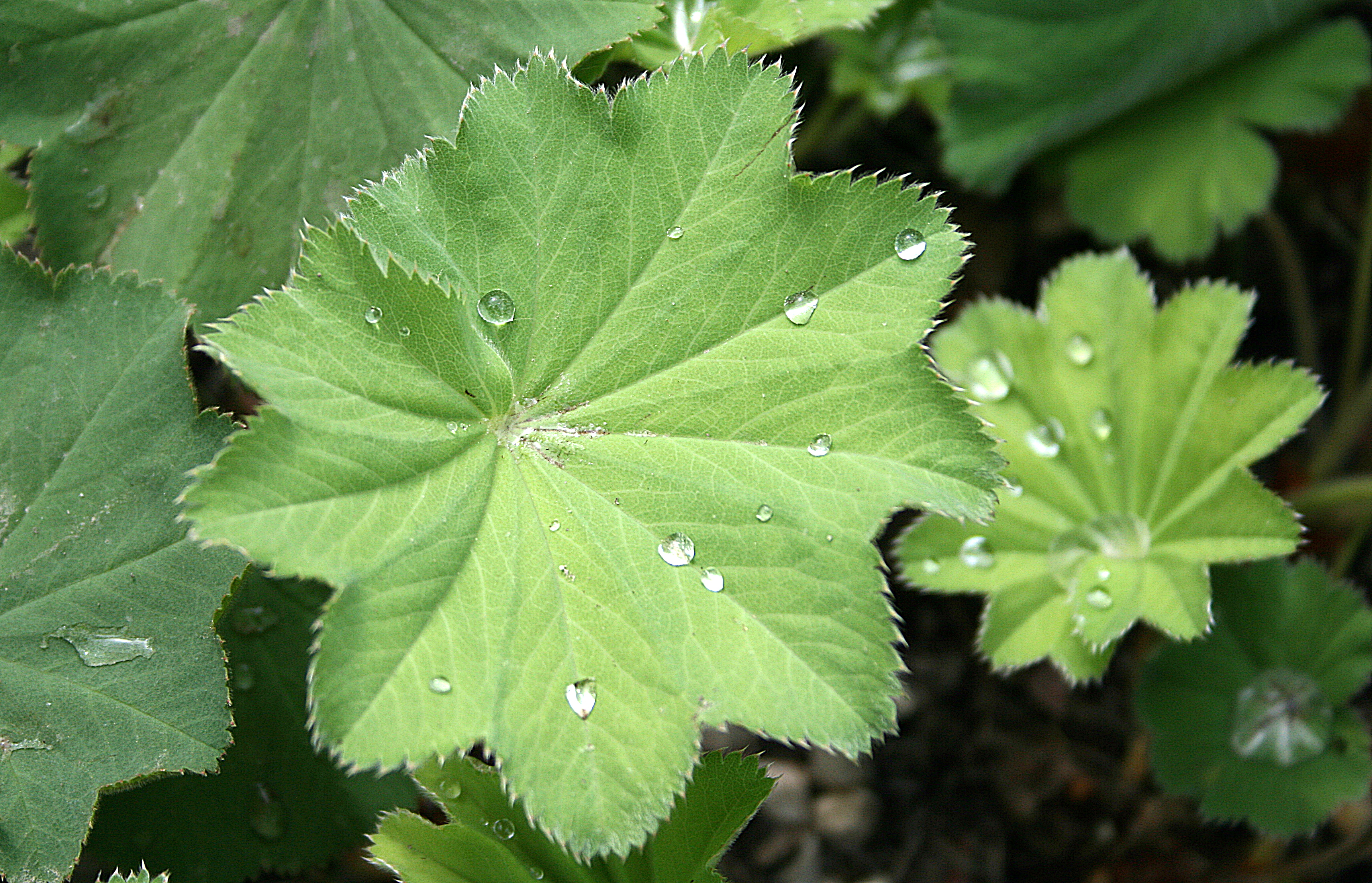
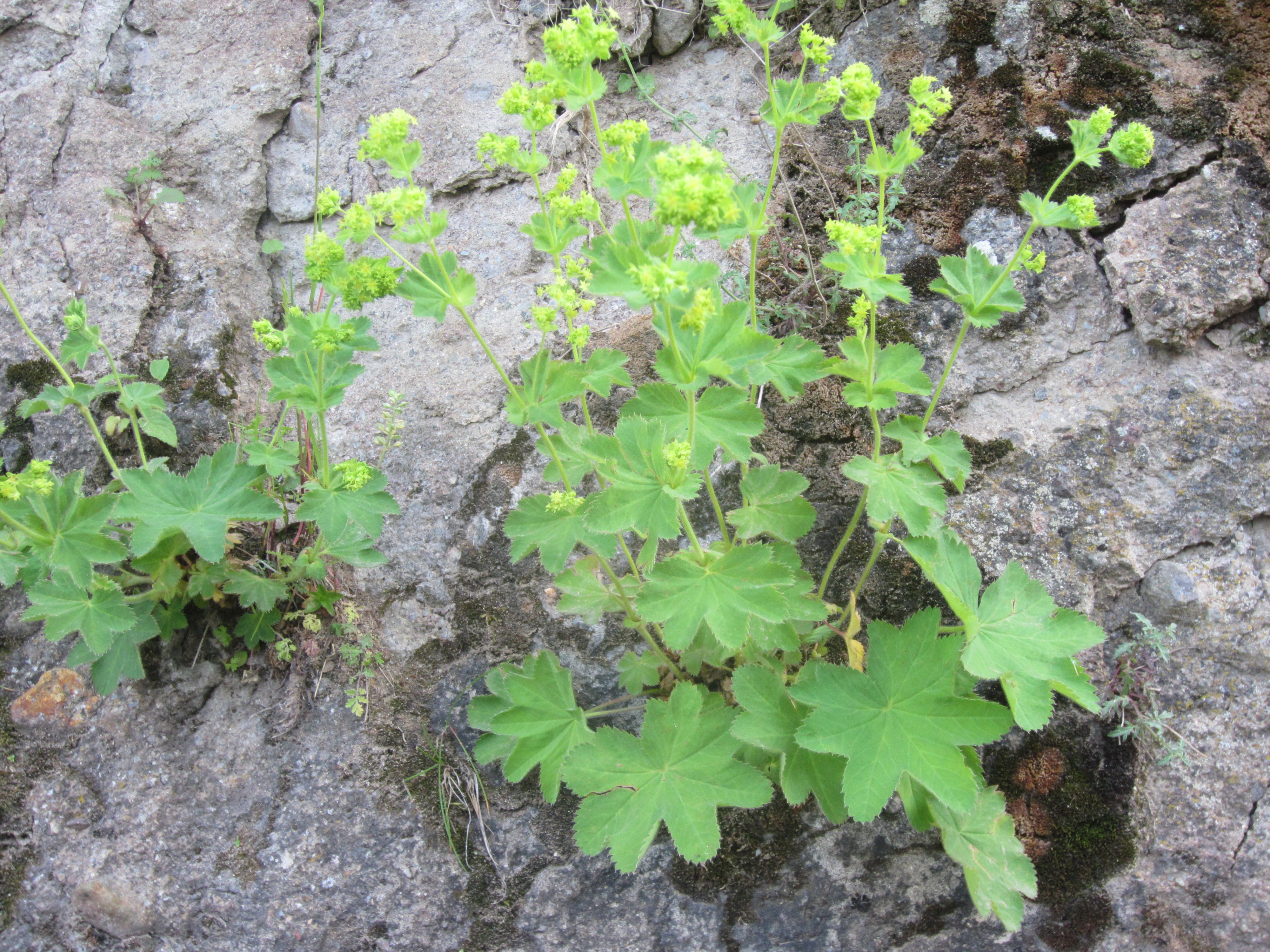
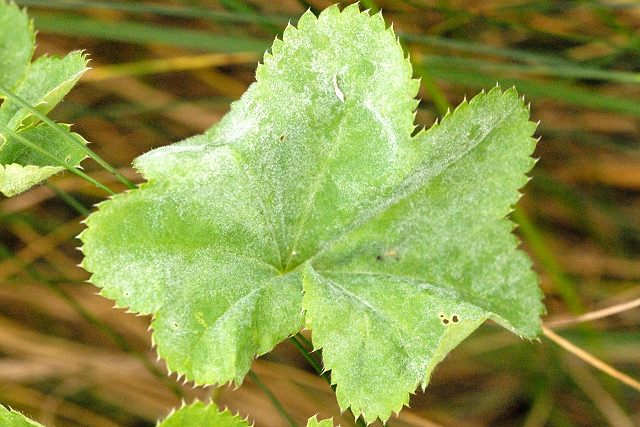
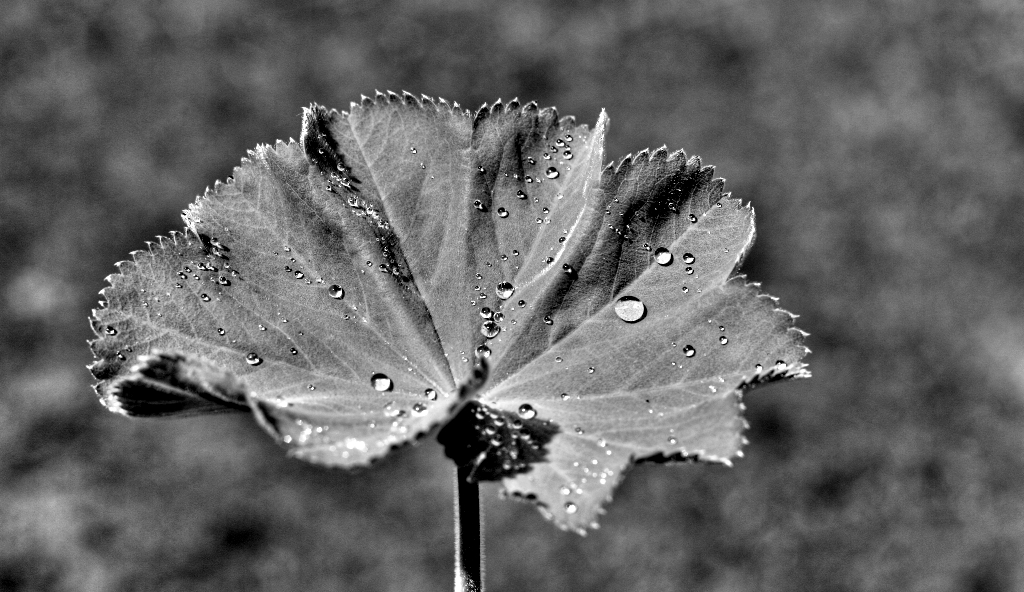
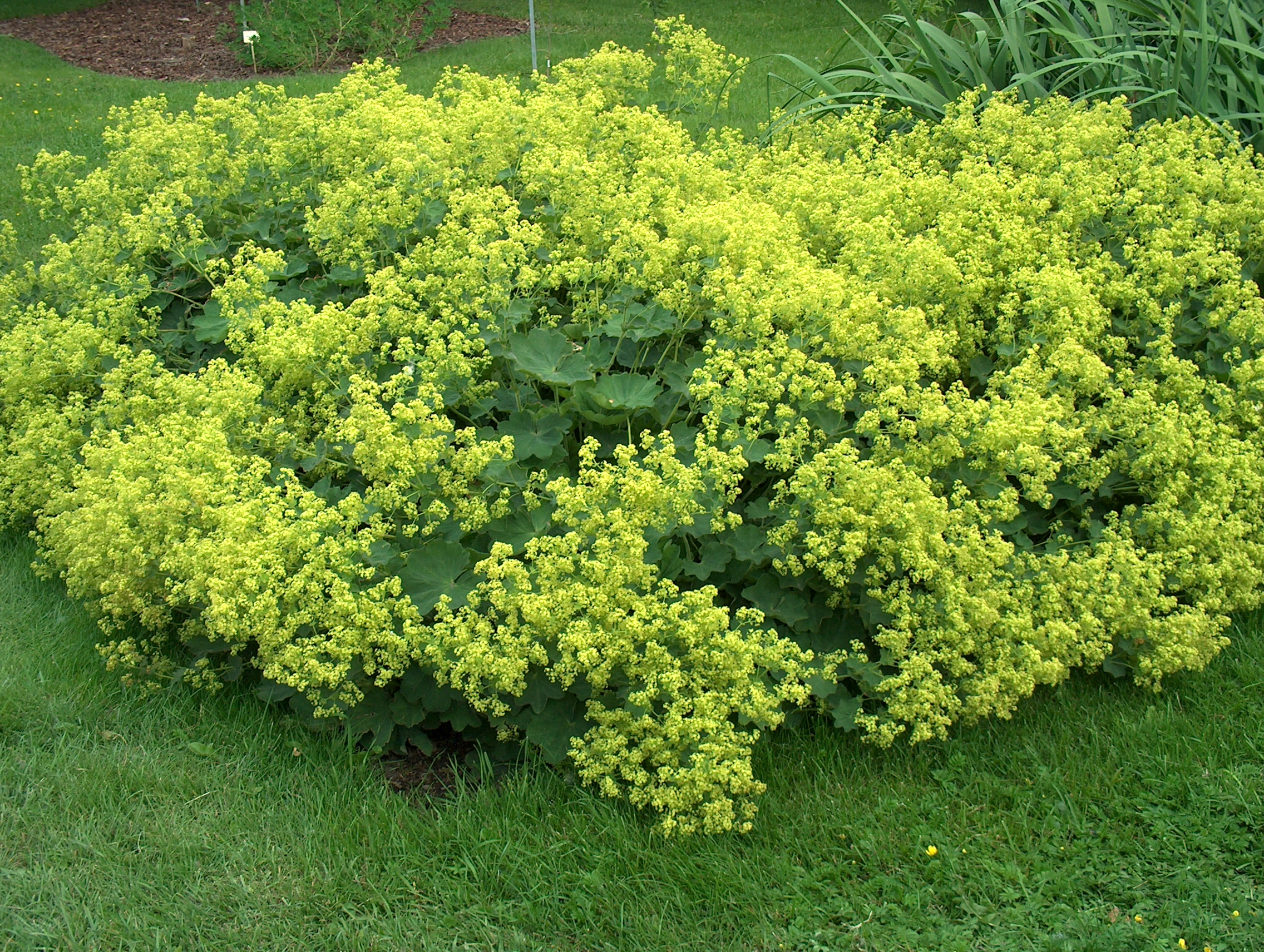